# André Eerenstein
André Eerenstein est un nageur sud-africain.

## Carrière
André Eerenstein est médaillé d'or du relais 4 x 100 mètres quatre nages aux Jeux africains de 1995 à Harare. Il est également quatrième de la finale du 100 mètres papillon lors de ces Jeux.